# Clostera staudingeri
Clostera staudingeri är en fjärilsart som beskrevs av Ahmet Ömer Koçak 1980. Clostera staudingeri ingår i släktet Clostera och familjen tandspinnare. Inga underarter finns listade i Catalogue of Life.